# 占士·查福特
占士·查福特（英語：James Trafford，2002年10月10日—）是一位英格蘭足球運動員，司職守門員。現效力英超球隊曼城。

## 榮譽
保頓
- 英格蘭足球聯賽錦標賽冠軍 : 2022–23[3]

英格蘭U21
- U21歐洲國家盃冠軍 : 2023[4]